# Ptichodis
Ptichodis är ett släkte av fjärilar. Ptichodis ingår i familjen nattflyn.

## Dottertaxa tillPtichodis, i alfabetisk ordning[1]
- Ptichodis abeluxalis
- Ptichodis agrapta
- Ptichodis asseverans
- Ptichodis basilans
- Ptichodis basilantis
- Ptichodis bifasciata
- Ptichodis bistriga
- Ptichodis bistrigata
- Ptichodis bucetum
- Ptichodis campanilis
- Ptichodis carolina
- Ptichodis crucis
- Ptichodis dissocians
- Ptichodis dorsalis
- Ptichodis fasciata
- Ptichodis flavistriaria
- Ptichodis glans
- Ptichodis herbarum
- Ptichodis immunella
- Ptichodis immunis
- Ptichodis infecta
- Ptichodis lima
- Ptichodis mensurata
- Ptichodis obversa
- Ptichodis ovalis
- Ptichodis palpalis
- Ptichodis perplexa
- Ptichodis perspicua
- Ptichodis purgata
- Ptichodis refracta
- Ptichodis tephrina
- Ptichodis vinculum